# 香根·边玛仁青
香根·边玛仁青（1977年3月—），男，藏族，四川木里人，中华人民共和国政治人物。现任凉山彝族自治州人大常委会副主任，木里藏族自治县人大常委会副主任，木里第十世香根活佛。第十四届全国政协委员。